# قائمة عمليات الجيش الإسرائيلي العسكرية
شارك الجيش الإسرائيلي منذ إعلان قيامها عام 1948 في سلسلة من العمليات العسكرية، بالإضافة إلى سبع حروب معترف بها.

## من عام 2011 حتى الآن
- عملية الجرف الصامد (الحرب على غزة 2014)